# Pamětní deska Vltavy
Pamětní deska Vltavy oslavující staré plavecké řemeslo se nachází na pravém břehu Teplé Vltavy nedaleko šumavské Kvildy u silnice směrem k Borovým Ladám. 

## Podrobněji
Jedná se o symbolickou pamětní desku, neboť v době jejího zasazení do nenápadného výběžku malého skalního seskupení těsně u vodního toku bylo skutečné prameniště řeky Vltavy vzdáleno jen několik set metrů od státní hranice s Německou spolkovou republikou, a tudíž v hraničním pásmu, kam nebyl běžným občanům (turistům) bez řádného důvodu a průkazky vstup povolen.
Prostá kovová deska s nápisem „Vltavě - živitelce“ coby projev vděčnosti řece, která skýtala obživu plavcům (vorařům), pískařům, ledařům, dřevařům, obchodníkům se dřevem a lidem podél jejího toku i přítoků, byla slavnostně odhalena 8. srpna 1970 a o její vznik se zasadili členové spolku Vltavan. Ten byl při slavnosti odhalení desky zastoupen čtveřicí vltavanských spolků: pražského, davelského, štěchovického a jihočeského spolku Vltavan Purkarec. Během odhalení desky pronesli projevy zástupci výše zmíněných vltavanských spolků; oslavnou báseň na řeku Vltavu pronesl Rudolf Dlabač z pražského vltavanského spolku.
Poutní, tradiční setkávání členů vltavanských spolků u symbolické desky se koná pravidelně každých pět let; výlet je spojen s obnovením věnce, kladením kytic a společenským večerem s živou hudbu.